# Nászirijja
Nászirijja, an-Nāṣiriyya, an-Nāşirīya(h) الناصرية , város Irakban, Dzi Kár kormányzóságban. A 2008 évi becsült adatok szerint 251 095 lakosa volt.

## Fekvése
Bagdadtól 390 km-re, az Eufrátesz két partján fekvő település.

## Története
Az 1900-as évek közepe körül még jelentéktelen kis településből az 1970-es évek végére már 200 000 lakosú nagyváros lett.

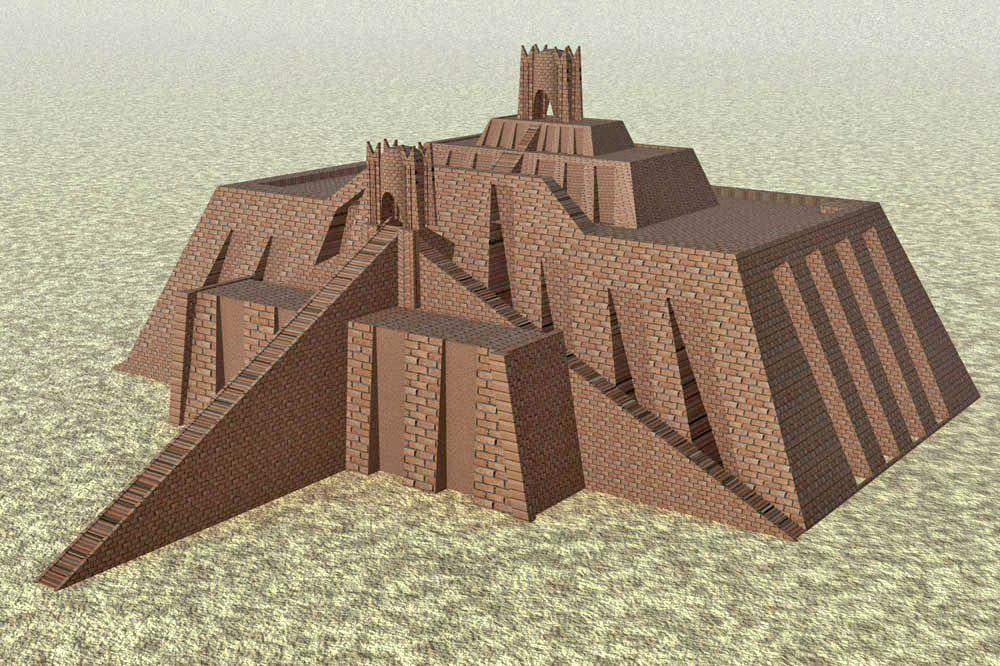
A közeli Ur egykori Zikkuratjának rekonstruált képe

A városnak műemléke nincsen, de Nászirijjéhez mindössze 17 km-re található Irak egyik legnagyobb műemlékegyüttese Ur, Tell el-Mukajjar ásatási területe, ahova Nászrijjából egészen Ur zikkurátjáig aszfaltozott autóút vezet.
Názirijje bazárnegyedében egy-két szép faerkélyes épület is látható, melyek a 20. század elejéről valók.
Az Eufrátesz két partját szép parkok szegélyezik.

## Nevezetességek
- Ur romterülete Nászirijja közelében.
- Bazár